# 班佐時

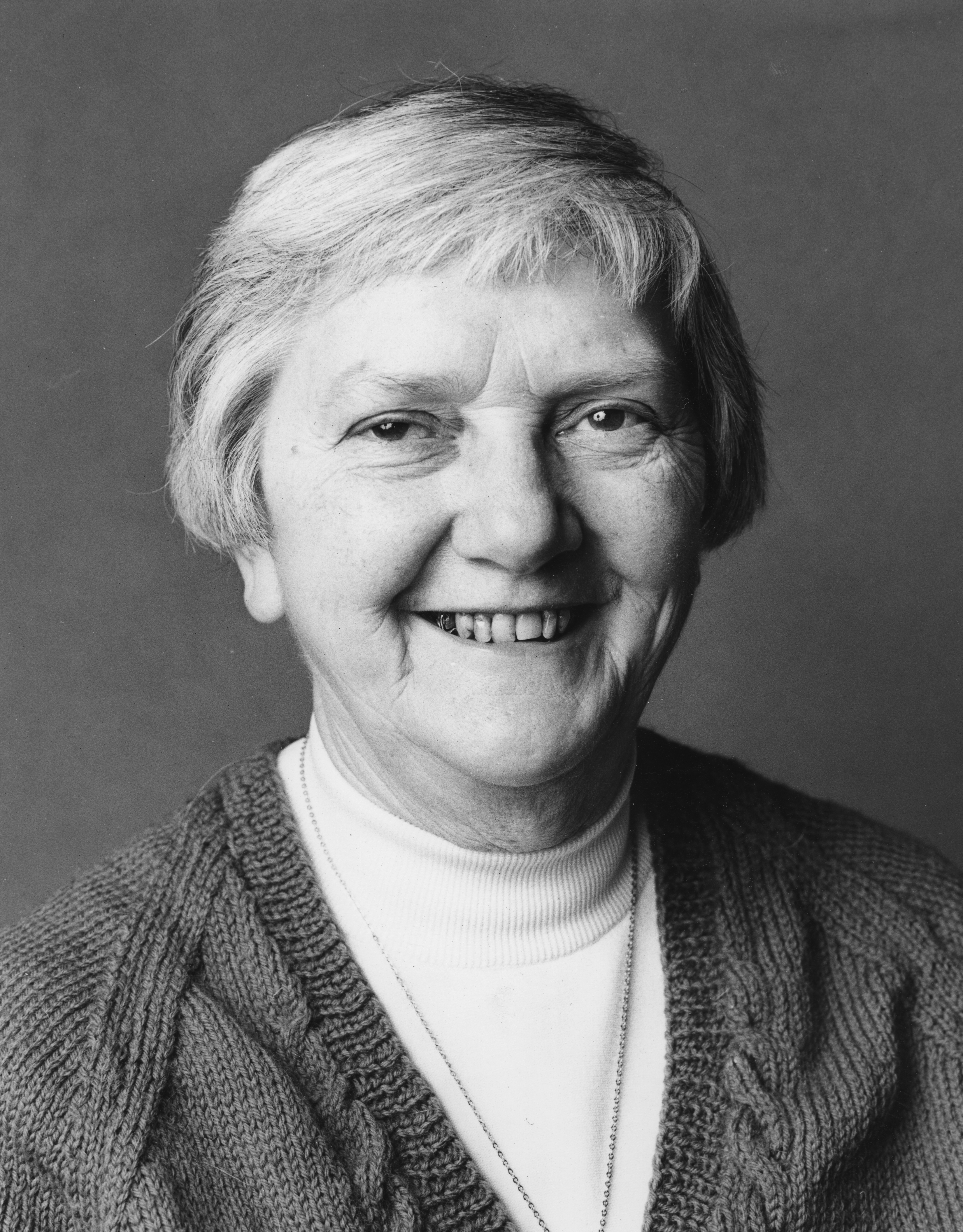
1976年的班佐時

班佐時，OBE（1923年4月22日—2015年7月11日），聖公會牧師，曾是香港立法局議員。

## 生平
班佐時1923年生於英國，早年畢業於倫敦大學，於該學府取得歷史系學士學位、教育文憑以及神學文憑。1949年奉英國海外傳道會差派來港。1968年擔任聖傑靈女子中學創校校長。1971年11月28日，班佐時和黃羨雲獲聖公會會督白約翰按立，成為普世聖公宗第一批正式認可的女牧師。1976年獲委任為香港立法局非官守議員。1978年獲OBE勳銜。1983年退休離港返回英國。於2015年與世長辭。